# 本拿比南-鐵道鎮選區
本拿比南-鐵道鎮選區是加拿大卑詩省議會的一个選區。該選區於2021年成立，並在2024年卑詩省大選中首次被角逐。 該選區由本拿比-愛民士選區和本拿比-鹿湖選區的部分區域組成。該選區現由新民主黨議員崔保羅代表。

## 地理
該選區涵蓋了京士威道以南和基非士道（Griffiths Drive）以西的本拿比市部分地区，其名称取自鐵道鎮。